# Daphoenodon
Daphoenodon is een geslacht van uitgestorven roofdieren uit de familie van de beerhonden (Amphicyonidae). Het geslacht omvat meerdere soorten die in het Mioceen in Noord-Amerika leefden.
Daphoenodon was in het Mioceen wijdverspreid over Noord-Amerika met fossiele vondsten van Californië en Oregon aan de westkust tot Florida aan de oostkust en van Wyoming en Nebraska in het noorden tot Texas in het zuiden. Recent werd ook een fossiel uit de Culebra-kloof in Panama beschreven.
De verschillende soorten varieerden in grootte, maar over het algemeen had Daphoenodon het formaat van een zwaargebouwde wolf. Bij D. superbus was sprake van een duidelijk seksueel dimorfisme, waarbij de mannelijke dieren groot en robuust waren met lange kaken met langwerpige voorkiezen, terwijl de vrouwelijke exemplaren slanker en kleiner waren met kortere kaken en kleinere voorkiezen.